# Жмеринский табачно-ферментационный завод
Жмеринский табачно-ферментационный завод — предприятие в городе Жмеринка Винницкой области Украины.

## История
Табачно-ферментационный завод в городе Жмеринка был построен в соответствии с первым пятилетним планом развития народного хозяйства СССР и введён в эксплуатацию в 1932 году.
Во время Великой Отечественной войны 17 июля 1941 город был оккупирован наступавшими немецкими войсками. 18 марта 1944 года Жмеринка была освобождена советскими войсками, вслед за этим началось восстановление разрушенных промышленных предприятий. В первые месяцы восстановление проходило медленно, так как до августа 1944 года город и станцию бомбили самолёты люфтваффе, но после возобновления работы кирпичного завода ускорилось. 
После войны предприятие было оснащено новым оборудованием и значительно увеличило объёмы производства.
В целом, в советское время завод входил в число крупнейших предприятий города.
После провозглашения независимости Украины государственное предприятие было преобразовано в закрытое акционерное общество.
В 2005 году на заводе была установлена двухкрасочная флексографская машина «Центурион Л-120-2».

## Деятельность
Предприятие производит ферментированный и ароматизированный табак, трёхслойный гофрированный картон, а также упаковочную тару (картонные коробки и ящики из гофрированного картона).